# Królowe zbrodni
Królowe zbrodni (ang. The Kitchen) – amerykański film fabularny z 2019 roku w reżyserii Andrei Berloff, wyprodukowany przez wytwórnię Warner Bros. Pictures. Główne role w filmie zagrały Melissa McCarthy, Tiffany Haddish i Elisabeth Moss.
Premiera filmu odbyła się 9 sierpnia 2019 w Stanach Zjednoczonych. Dwa tygodnie później, 23 sierpnia, obraz trafił do kin na terenie Polski.

## Fabuła
Akcja filmu rozgrywa się w Nowym Jorku w roku 1978. Hell’s Kitchen – podłą, pełną domów publicznych i lombardów dzielnicą Manhattanu – od niepamiętnych czasów rządzi irlandzka mafia. Pewnego dnia trzech wpływowych gangsterów trafia do więzienia. Ich żony – Ruby O’Carroll, Kathy Brennan (Melissa McCarthy) i Claire Walsh (Elisabeth Moss) zostają bez pieniędzy i opieki. Mafijne interesy kuleją, a konkurencyjny gang chce je przejąć. Kiedy kobiety biorą sprawy w swoje ręce, okazują się wyjątkowo skutecznymi i bezwzględnymi matkami chrzestnymi.

## Obsada
- Melissa McCarthy jako Kathy Brennan
- Tiffany Haddish jako Ruby O’Carroll
- Elisabeth Moss jako Claire Walsh
- Domhnall Gleeson jako Gabriel O’Malley
- Brian d’Arcy James jako Jimmy Brennan
- James Badge Dale jako Kevin O’Carroll
- Jeremy Bobb jako Rob Walsh
- Bill Camp jako Alfonso Coretti
- Margo Martindale jako Helen O’Carroll
- Common jako Gary Silvers
- E.J. Bonilla jako Gonzalo Martinez
- Annabella Sciorra jako Maria Coretti

## Odbiór

### Krytyka
Film Królowe zbrodni spotkał się z negatywną reakcją krytyków. W serwisie Rotten Tomatoes 22% ze stu sześćdziesięciu recenzji filmu jest pozytywne (średnia ocen wyniosła 4,53 na 10). Na portalu Metacritic średnia ocen z 40 recenzji wyniosła 36 punktów na 100.